# Лазаренко, Ростислав Павлович
Ростисла́в Па́влович Лазаре́нко (укр. Ростислав Павлович Лазаренко, позывной — Гром; род. 18 июня 1994, Умань) — украинский военный лётчик, полковник, участник российско-украинской войны. Герой Украины (2023).
В июне 2023 года побил рекорд легендарного лётчика Ивана Кожедуба, выполнив 336 боевых вылетов.

## Биография
Родился 18 июня 1994 года в городе Умань Черкасской области. Окончил Киевский военный лицей имени Ивана Богуна в 2011 году и Харьковский национальный университет Воздушных сил имени Ивана Кожедуба в 2016 году.
С начала полномасштабного вторжения России в Украину в 2022 году активно участвовал в боевых действиях. По состоянию на декабрь 2023 года совершил 438 боевых вылетов, установив рекорд среди пилотов Воздушных сил Украины.

## Награды
- Звание «Герой Украины» с удостоением ордена «Золотая Звезда» (4 августа 2023) — за личное мужество и героизм, проявленные в защите государственного суверенитета и территориальной целостности Украины, верность военной присяге[6].
- Орден Богдана Хмельницкого I степени (18 мая 2022) — за личное мужество и высокий профессионализм, проявленные в защите государственного суверенитета и территориальной целостности Украины, верность военной присяге[7].
- Орден Богдана Хмельницкого II степени (22 марта 2022) — за личное мужество и высокий профессионализм, проявленные в защите государственного суверенитета и территориальной целостности Украины, верность военной присяге[8].
- Орден Богдана Хмельницкого III степени (18 апреля 2022) — за личное мужество и высокий профессионализм, проявленные в защите государственного суверенитета и территориальной целостности Украины, верность военной присяге[9].
- Крест боевых заслуг (23 августа 2022) — за выдающиеся личные заслуги в защите государственного суверенитета и территориальной целостности Украины, самоотверженное служение Украинскому народу, верность военной присяге[10].
- Орден «За мужество» III степени (26 февраля 2023) — за личное мужество и самоотверженные действия, проявленные в защите государственного суверенитета и территориальной целостности Украины, верность военной присяге[11].